# Культура Телль-Сотто—Умм-Дабагия
Культура Телль-Сотто—Умм-Дабагия (также протохассуна)— археологическая культура раннего керамического неолита Северной Месопотамии (Джезире); датируется началом 6-го тысячелетия до н. э. Названа по типовым памятниками Телль-Сотто и Умм-Дабагия в Северном Ираке. Древнейшие слои — бескерамические. Вместе с Джармо могла представлять два варианта древнейшей керамической культуры Месопотамии. Эволюционировала в хассунскую культуру последующего времени.

## Характеристика
Культура выделена на основе работ 1970-х годов британской (Д. Киркбрайд) и советской (Н. О. Бадер) археологических экспедиций в Северном Ираке (плато Джезире). Основные памятники: Телль-Сотто, Умм-Дабагия, Телль-Магзалия и Кюльтепе. По мнению Н. О. Бадера памятники типа Телль-Сотто—Умм-Дабагия и Джармо составляют два варианта древнейшей керамической культуры Месопотамии.
Носители культуры жили небольшими деревнями по 20-30 человек. Постройки — одно- или многокомнатные прямоугольные сооружения из сырцовых блоков; стены покрывали штукатуркой, внутри располагались очаги и печи. Обнаружены хозяйственные ямы разного назначения — для обжига керамики, «зернохранилища» и др.
Основу хозяйства составляло богарное земледелие; выращивали эммер, голозерный ячмень, бобовые и другие культуры. Исключение составляло поселение Умм-Дабагия, вероятно созданное для специализированной охоты (на онагров и других животных). Орудия труда: каменные зернотерки, наконечники стрел, снаряды для пращи, пряслица, скребки, вкладыши для серпов, резцы, топорики и тёсла.
В поселениях появляется керамика (лепная): сначала архаичные грубые толстостенные ребристые сосуды (иногда с налепами), затем — посуда более высокого качества — в том числе тонкостенная, с покрытием из охры или древнейших росписей, а также редкая серая и импортная вишневая лощёная керамика.
Погребения: ингумации в ямах и сосудах под полами домов или вблизи; костяки в скорченном положении или расчленённые. Инвентарь редок, посмертные дары составляли сосуды и бусины — каменные, глиняные, раковинные и медные (древнейшие металлические изделия в Месопотамии).
Прочие находки составляют: глиняные женские сидячие статуэтки, каменные сосуды и браслеты (в том числе из мрамора)
Верхние слои поселений демонстрируют находки, характерные для архаической хассунской культуры.